# Ciprus a 2014. évi téli olimpiai játékokon
Ciprus az oroszországi Szocsiban megrendezett 2014. évi téli olimpiai játékok egyik részt vevő nemzete volt. Az országot az olimpián 1 sportágban 2 sportoló képviselte, akik érmet nem szereztek.

## Alpesisí
Férfi
| Versenyző                 | Versenyszám      | 1. futam      | 1. futam      | 2. futam | 2. futam | Összesítés | Összesítés |
| Versenyző                 | Versenyszám      | Idő           | Hely.         | Idő      | Hely.    | Idő        | Helyezés   |
| ------------------------- | ---------------- | ------------- | ------------- | -------- | -------- | ---------- | ---------- |
| Konsztandínosz Papamihaíl | Műlesiklás       | nem ért célba | nem ért célba | kiesett  | kiesett  | kiesett    | kiesett    |
| Konsztandínosz Papamihaíl | Óriás-műlesiklás | 1:35,74       | 69.           | 1:37,37  | 66.      | 3:13,11    | 64.        |

Női
| Versenyző        | Versenyszám | 1. futam   | 1. futam   | 2. futam | 2. futam | Összesítés | Összesítés |
| Versenyző        | Versenyszám | Idő        | Hely.      | Idő      | Hely.    | Idő        | Helyezés   |
| ---------------- | ----------- | ---------- | ---------- | -------- | -------- | ---------- | ---------- |
| Alexándra Téilor | Műlesiklás  | nem indult | nem indult | kiesett  | kiesett  | kiesett    | kiesett    |